# Deus sive Natura

Deus sive Natura ou Deus seu Natura (en latin : « Dieu ou la Nature », ou encore, d'une façon moins littérale, « Dieu, c'est-à-dire la Nature ») est une expression latine reprise par Baruch Spinoza.
Le Traité théologico-politique et l’Éthique identifient Dieu à une Nature « nécessaire », en un concept de Dieu-Nécessité par lequel le philosophe se rapproche du panthéisme.

## Présentation

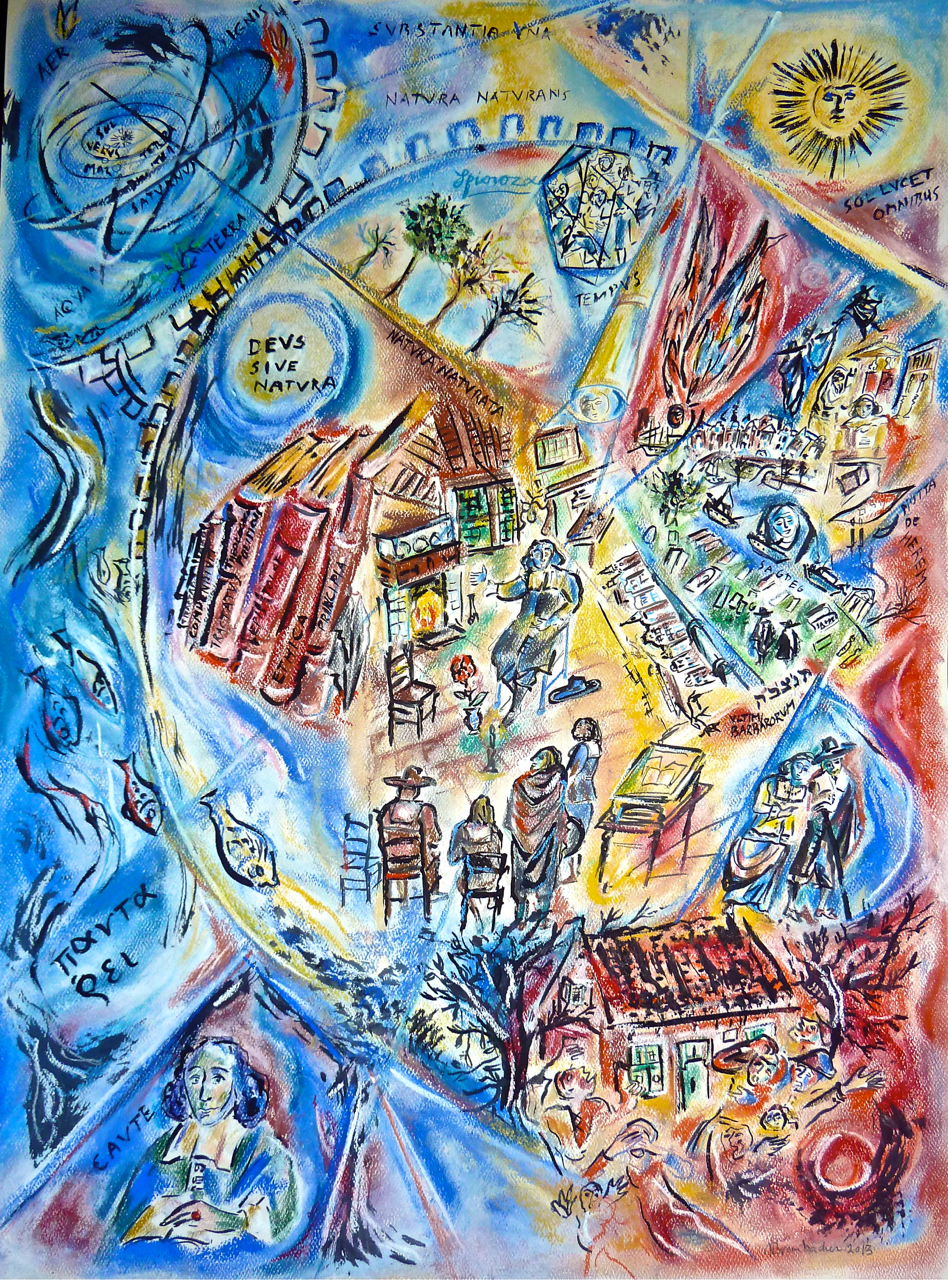
Deus sive Natura : la formule de Spinoza interprétée de manière picturale par Shoshannah Jeanne Brombacher

Descartes formule dans la Sixième Méditation (1641) une idée que reprendra Spinoza :

« Par la nature, considérée en général, je n’entends maintenant autre chose que Dieu même, ou bien l’ordre et la disposition que Dieu a établie dans les choses créées ; et par ma nature en particulier, je n’entends autre chose que la complexion ou l’assemblage de toutes les choses que Dieu m’a données. »

Après avoir employé la formule Deus sive Natura dans son Traité théologico-politique (1670), Spinoza la réutilise à quatre reprises dans la quatrième partie de l'Éthique, « De l'esclavage de l'homme ou de la force des passions », les deux termes Deus et Natura étant équivalents : 

« L'être éternel et infini que nous appelons Dieu ou Nature agit comme il existe, en vertu de la même nécessité. [...] Ainsi, la raison ou la cause par laquelle Dieu, c'est-à-dire la nature, agit, et la raison ou la cause par laquelle il existe, sont une seule et même chose. »

## Origine
Pour Moshé Idel, Spinoza emprunte cette équation à la philosophie juive, en l'occurrence un ouvrage du XIIIe siècle écrit par le kabbaliste Joseph Gikatila : Le Jardin du noyer, essai de cosmologie et de métaphysique fondé sur le système linguistique d'Abraham Aboulafia. Spinoza « forgera à partir [de ce livre] la fameuse formule Deus sive natura (Dieu sinon la nature) ». Or, toujours selon Moshé Idel, Aboulafia et Gikatila sont eux-mêmes marqués par la pensée de Moïse Maïmonide et sa « conception [...] concernant Dieu et la nature ». Ainsi Charles Mopsik remarque-t-il : « Le cheminement d’une idée maïmonidienne, à travers plusieurs textes kabbalistiques jusqu’à Spinoza, est soigneusement retracé. » L'interprétation qui précède est naturellement à relativiser puisqu'elle tient pour acquis que Spinoza « forge » cette expression, ce qui est textuellement faux. Une tout autre exégèse doit partir de l'expression en contexte cartésien (Spinoza connaissait bien le texte dans lequel l'expression apparaît), pour apprécier les inflexions proprement spinozistes.

## Dieu immanent
Le Dieu du Deus sive Natura est une divinité immanente qui fait un avec la nature : Spinoza y voit une unité de substance et non pas une dualité. Il écrit : « La puissance de l’homme, en tant qu’on l’explique par son essence actuelle, est une partie de la puissance infinie, c’est-à-dire de l’essence de Dieu ou de la nature. »
Ce Deus sive Natura possède un nombre infini d'attributs, dont la pensée et la réalité physique : en effet, la substance universelle se compose aussi bien du corps que de l'esprit, et cela d'une manière indifférenciée. Une telle conception est connue sous le nom de monisme neutre.
Cette vision immanentiste du Deus sive Natura implique un Dieu qui est lui-même le système dont l'ensemble des éléments contenus dans la nature est une partie, un Dieu non personnifié qui est le monde naturel. Elle a valu à Spinoza des accusations de panthéisme, voire d'athéisme.
Jaspers souligne que le concept spinozien du Deus sive Natura est à rapprocher de celui de Natura naturans, qui se situe à l'inverse de la Natura naturata.